# Gare de Pont-de-l'Arche
La gare de Pont-de-l'Arche, anciennement Pont-de-l'Arche - Alizay, est une gare ferroviaire française de la ligne de Paris-Saint-Lazare au Havre, située sur les territoires des communes d'Alizay et d'Igoville, à proximité de Pont-de-l'Arche, dans le département de l'Eure, en région Normandie.

## Situation ferroviaire
Établie à 10 mètres d'altitude, la gare de bifurcation de Pont-de-l'Arche est située au point kilométrique (PK) 118,961 de la ligne de Paris-Saint-Lazare au Havre, entre les gares de Val-de-Reuil et d'Oissel, et au PK 53,030 de la ligne de Gisors-Embranchement à Pont-de-l'Arche partiellement exploitée en trafic fret. 

## Histoire

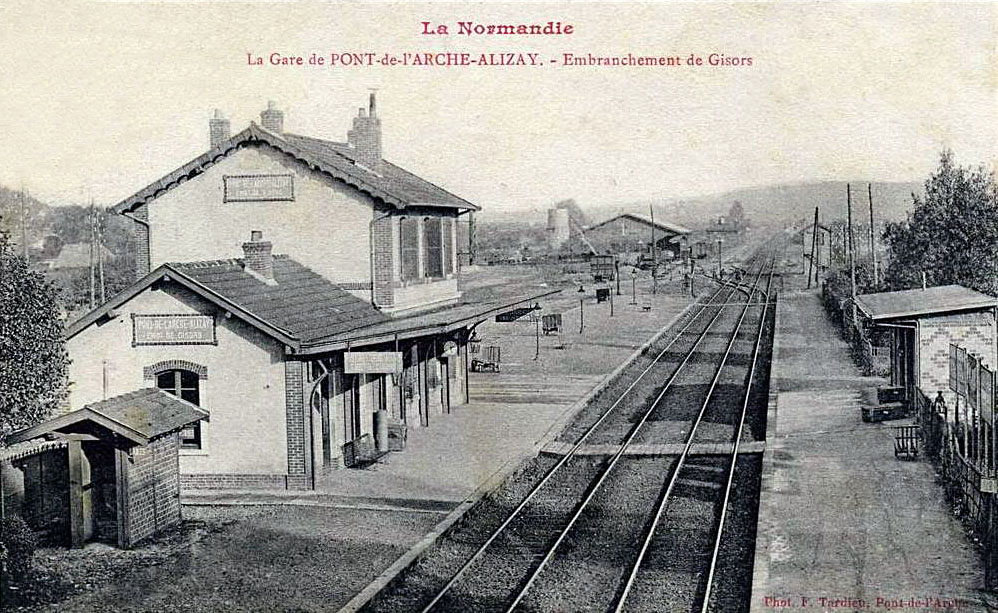
Vue d'ensemble de la gare vers 1900.

La ligne de Gisors-Embranchement à Pont-de-l'Arche est mise en service le 29 décembre 1868 faisant de Pont-de-l'Arche - Alizay une gare de bifurcation établie sur une section de la ligne de Paris-Saint-Lazare au Havre en service depuis 1843.

## Fréquentation
De 2014 à 2023, selon les estimations de la SNCF, la fréquentation annuelle de la gare s'élève aux nombres indiqués dans le tableau ci-dessous.
| Année     | 2014   | 2015   | 2016  | 2017  | 2018  | 2019  | 2020  | 2021  | 2022  | 2023   |
| --------- | ------ | ------ | ----- | ----- | ----- | ----- | ----- | ----- | ----- | ------ |
| Voyageurs | 11 897 | 10 860 | 8 840 | 7 658 | 7 213 | 8 975 | 6 016 | 5 916 | 8 398 | 11 470 |

## Service des voyageurs

### Accueil
Halte voyageurs SNCF, c'est un point d'arrêt non géré (PANG) à accès libre.
Une passerelle permet la traversée des voies et le passage d'un quai à l'autre.

### Desserte
La gare est desservie par des trains TER Normandie effectuant la relation de Paris-Saint-Lazare à Rouen-Rive-Droite.

### Intermodalité
Un parking y est aménagé.
Elle est desservie par des bus du réseau urbain Semo, ligne 5 et par les cars du réseau Nomad, ligne 215.

## Service des marchandises

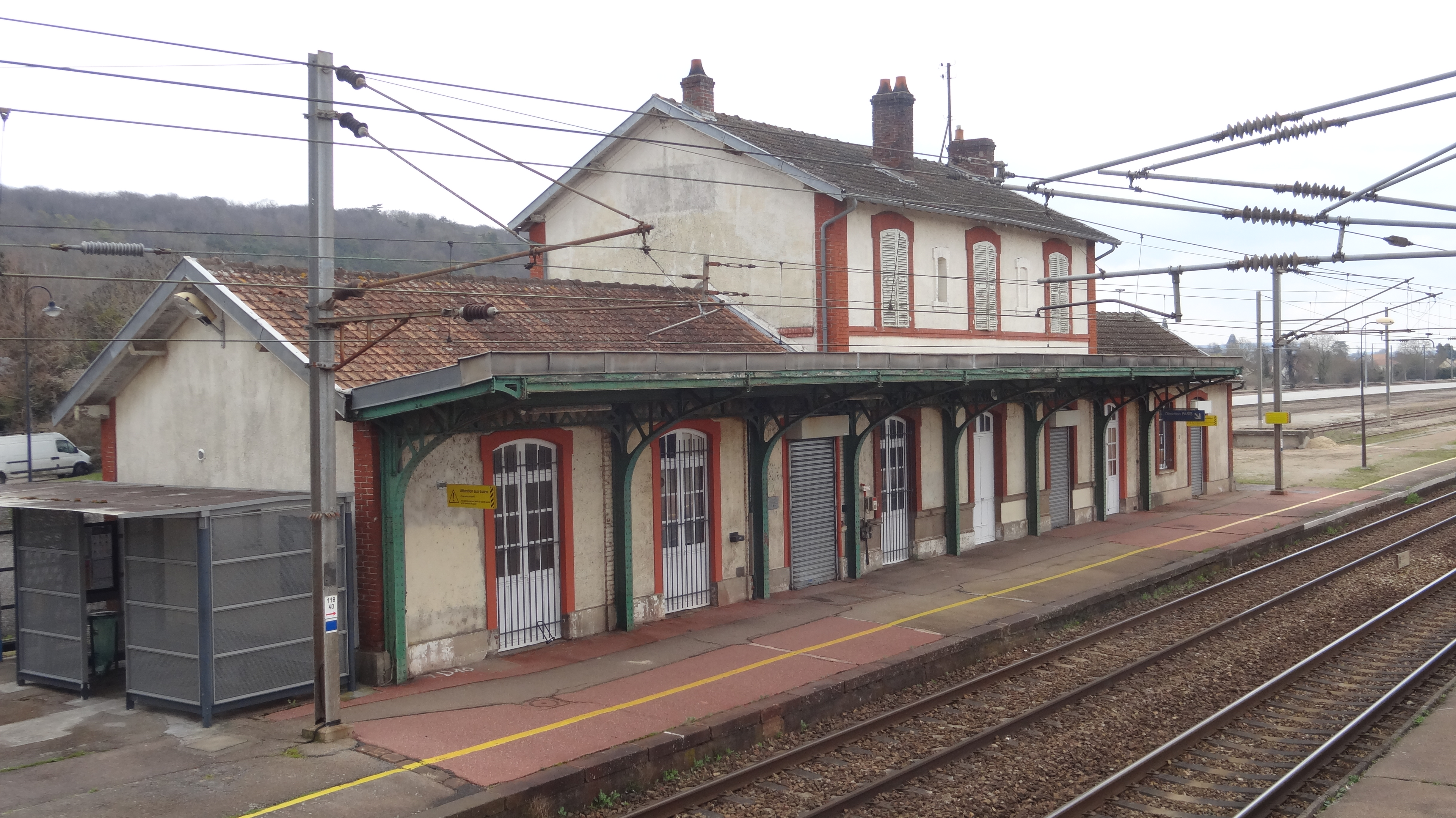
Bâtiment voyageurs, du côté des voies.

Cette gare est ouverte au service du fret (train massif et wagons isolés pour certains clients).